# Juegos Olímpicos de Múnich 1972
Los Juegos Olímpicos de Múnich 1972, o Juegos de la XX Olimpiada, fueron un evento multideportivo internacional, celebrado en Múnich, Alemania Federal, entre el 26 de agosto y el 11 de septiembre de 1972. Participaron 7134 atletas (6075 hombres y 1059 mujeres) de 121 países, compitiendo en 23 deportes y 195 especialidades.
Los Juegos Olímpicos de 1972 fueron enturbiados por un acto terrorista. El 5 de septiembre, palestinos asesinaron a dos atletas israelíes, y tomaron a otros nueve como rehenes, reclamando la liberación de más de un centenar de presos. Tras un frustrado intento de rescate, se desató una masacre en la que acabaron muertos los nueve rehenes y un oficial de la policía de Alemania Occidental, así como cinco de los ocho terroristas. A pesar de lo ocurrido, los juegos siguieron con normalidad, después de ser suspendidos por solo veinticuatro horas. Algunos atletas abandonaron la villa olímpica de Múnich.

## Ciudades candidatas

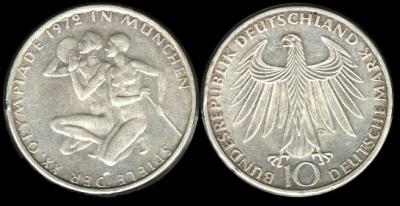
Moneda Conmemorativa de los Juegos, emitida en 1972.

El 26 de abril de 1966 se realizó la 64.ª Sesión del COI en Roma, Italia. En la primera votación fue eliminada la ciudad estadounidense de Detroit. A continuación, ya en la segunda votación, la ciudad alemana de Múnich consiguió mayoría absoluta y, por tanto, fue elegida sede olímpica. El segundo lugar fue para la candidatura de Madrid.
| Ciudad   | País                | Ronda 1 | Ronda 2 |
| Múnich   | Alemania Occidental | 29      | 31      |
| Madrid   | España              | 16      | 16      |
| Montreal | Canadá              | 6       | 13      |
| Detroit  | Estados Unidos      | 6       | —       |

## Deportes

### Deportes oficiales
- Atletismo (38)
- Baloncesto (1)
- Balonmano (1)
- Boxeo (11)
- Ciclismo
  -  Ciclismo en pista (5)
  -  Ciclismo en ruta (2)
- Ecuestre
  -  Concurso completo (2)
  -  Doma clásica (2)
  -  Salto ecuestre (2)
- Esgrima (8)
- Fútbol (1)
- Gimnasia artística (14)
- Halterofilia (9)
- Hockey sobre césped (1)
- Judo (6)
- Lucha
  -  Lucha grecorromana (10)
  -  Lucha libre (10)
- Natación (29)
- Pentatlón moderno (2)
- Piragüismo
  -  Piragüismo en eslalon (nuevo) (4)
  -  Piragüismo en esprint (7)
- Remo (7)
- Saltos (4)
- Tiro (8)
- Tiro con arco (2)
- Vela (6)
- Voleibol (2)
- Waterpolo (1)

### Deportes de exhibición
- Bádminton (4)

## Antorcha olímpica
Del 28 de julio al 26 de agosto de 1972, 6000 relevistas recorrieron 5532 kilómetros llevando la antorcha olímpica por la siguiente ruta:
- Grecia: Olimpia, Atenas, Tesalónica.
- Turquía: Estambul
- Bulgaria: Varna
- Rumanía: Bucarest, Timisoara.
- Yugoslavia: Belgrado
- Hungría: Budapest
- Austria: Viena, Linz, Salzburgo, Innsbruck.
- Alemania: Garmisch-Partenkirchen, Múnich.

Relevos secundarios llevaron la llama olímpica a Augsburgo y Kiel.

## Grandes momentos
- Fueron los primeros Juegos Olímpicos en adoptar una mascota: Waldi, un perro dachshund.
- Mark Spitz consigue 7 medallas de oro en natación.
- Lasse Virén consiguió un doble en 5000 y 10 000 metros lisos.
- La URSS vence a Estados Unidos en la final de baloncesto (51-50) con una canasta en el último segundo.
- Fueron los primeros juegos en los que apareciera el balonmano, en su categoría masculina.

## Países participantes

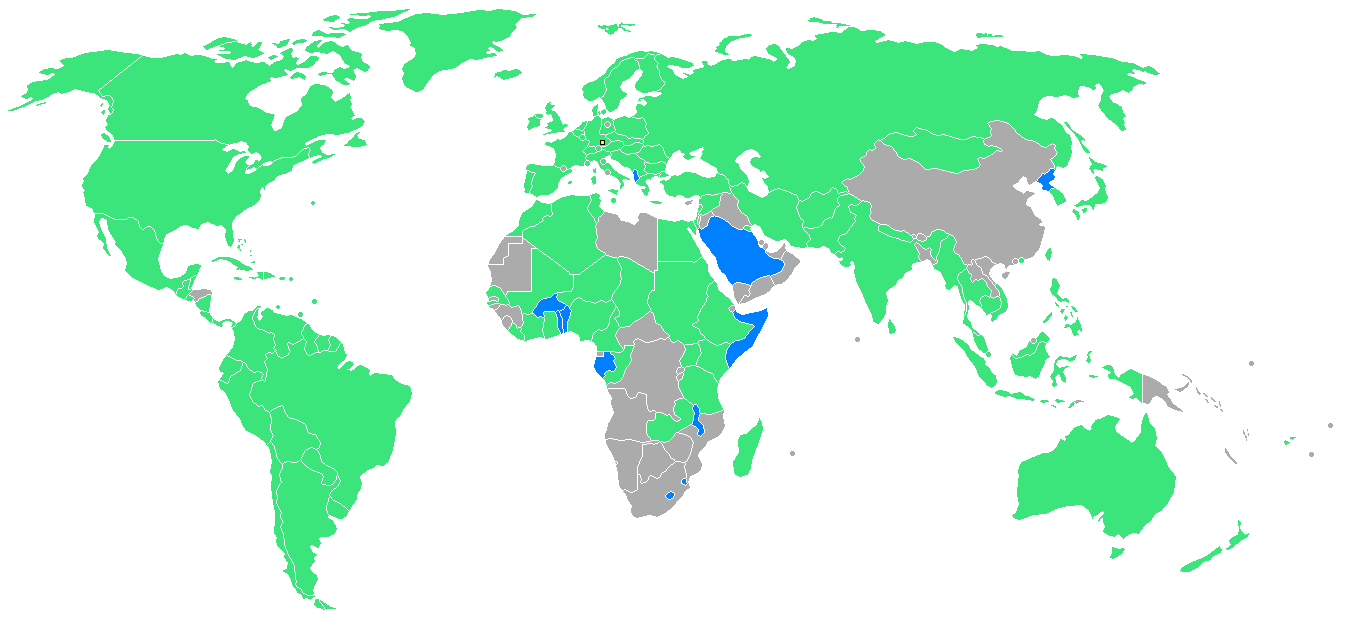
Países participantes (debutantes en azul).

Estos fueron los países participantes:

| - Afganistán (AFG) (8) - Albania (ALB) (5) - Argelia (ALG) (5) - Argentina (ARG) (92) - Australia (AUS) (168) - Austria (AUT) (111) - Bahamas (BAH) (20) - Barbados (BAR) (13) - Bélgica (BEL) (88) - Bermudas (BER) (9) - Bolivia (BOL) (12) - Brasil (BRA) (81) - Honduras Británica (HBR) (1) - Bulgaria (BUL) (130) - Birmania (BIR) (18) - Camerún (CMR) (11) - Canadá (CAN) (208) - Ceilán (CEY) (4) - Chad (CHA) (4) - Chile (CHI) (11) - Taiwán (TPE) (21) - Colombia (COL) (59) - República del Congo (CGO) (6) - Costa Rica (CRC) (3) - Cuba (CUB) (137) - Checoslovaquia (TCH) (181) - Dahomey (DAH) (3) - Dinamarca (DEN) (126) - República Dominicana (DOM) (5) - Ecuador (ECU) (2) - Egipto (EGY) (23) - El Salvador (ESA) (12) - Etiopía (ETH) (31) - Fiyi (FIJ) (2) - Finlandia (FIN) (96) - Francia (FRA) (227) - Gabón (GAB) (1) - Alemania Oriental (GDR) (297) - Alemania Occidental (FRG) (423) (anfitrión) - Ghana (GHA) (35) - Reino Unido (GBR) (284) - Grecia (GRE) (60) - Guatemala (GUA) (8) - Guyana (GUY) (3) - Haití (HAI) (7) - Hong Kong (HKG) (10) - Hungría (HUN) (232) - Islandia (ISL) (25) - India (IND) (41) - Indonesia (INA) (6) - Irán (IRN) (48) - Irlanda (IRL) (59) - Israel (ISR) (14) - Italia (ITA) (224) - Costa de Marfil (CIV) (11) - Jamaica (JAM) (33) - Japón (JPN) (184) - Kenia (KEN) (57) - Camboya (KHM) (9) - Corea del Norte (PRK) (37) - Corea del Sur (KOR) (42) - Kuwait (KUW) (4) - Líbano (LIB) (19) - Lesoto (LES) (1) - Liberia (LBR) (5) - Liechtenstein (LIE) (6) - Luxemburgo (LUX) (11) - Madagascar (MAD) (11) - Malaui (MAW) (16) - Malasia (MAS) (45) - Malí (MLI) (3) - Malta (MLT) (5) - México (MEX) (174) - Mónaco (MON) (5) - Mongolia (MGL) (39) - Marruecos (MAR) (35) - Nepal (NEP) (2) - Países Bajos (NED) (119) - Antillas Neerlandesas (AHO) (2) - Nueva Zelanda (NZL) (89) - Nicaragua (NCA) (8) - Níger (NIG) (4) - Nigeria (NGR) (25) - Noruega (NOR) (112) - Pakistán (PAK) (25) - Panamá (PAN)(7) - Paraguay (PAR)(3) - Perú (PER) (20) - Filipinas (PHI) (53) - Polonia (POL) (290) - Portugal (POR) (29) - Puerto Rico (PUR) (53) - Rumania (ROM) (159) - San Marino (SMR) (7) - Arabia Saudita (KSA) (10) - Senegal (SEN) (38) - Singapur (SIN) (7) - Somalia (SOM) (3) - Unión Soviética (URS) (371) - España (ESP) (123) - Sudán (SUD) (26) - Surinam (SUR) (2) - Suazilandia (SWZ) (2) - Suecia (SWE) (131) - Suiza (SUI) (151) - Siria (SYR) (5) - Tanzania (TAN) (15) - Tailandia (THA) (33) - Togo (TOG) (7) - Trinidad y Tobago (TRI) (19) - Túnez (TUN) (35) - Turquía (TUR) (43) - Uganda (UGA) (33) - Estados Unidos (USA) (400) - Burkina Faso (VOL) (1) - Uruguay (URU) (13) - Venezuela (VEN) (23) - Vietnam (VIE) (2) - Islas Vírgenes de los Estados Unidos (ISV) (16) - Yugoslavia (YUG) (126) - Zambia (ZAM) (12) |

Fueron los últimos Juegos Olímpicos en los que participó Vietnam del Sur antes de la Caída de Saigón.

## Medallero
País organizador (Alemania Occidental)
| Núm. | País                      | Oro | Plata | Bronce | Total |
| ---- | ------------------------- | --- | ----- | ------ | ----- |
| 1    | Unión Soviética (URS)     | 50  | 27    | 22     | 99    |
| 2    | Estados Unidos (USA)      | 33  | 31    | 30     | 94    |
| 3    | Alemania Oriental (GDR)   | 20  | 23    | 23     | 66    |
| 4    | Alemania Occidental (FRG) | 13  | 11    | 16     | 40    |
| 5    | Japón (JPN)               | 13  | 8     | 8      | 29    |
| 6    | Australia (AUS)           | 8   | 7     | 2      | 17    |
| 7    | Polonia (POL)             | 7   | 5     | 9      | 21    |
| 8    | Hungría (HUN)             | 6   | 13    | 16     | 35    |
| 9    | Bulgaria (BUL)            | 6   | 10    | 5      | 21    |
| 10   | Italia (ITA)              | 5   | 3     | 10     | 18    |